# Рене-Жан Жаке
Рене-Жан Жаке (фр. René-Jean Jacquet, 27 червня 1933, Бордо — 21 липня 1993, Реймс) — французький футболіст, що грав на позиції воротаря.
Виступав за клуби «Бордо», «Реймс» та «Лілль». Дворазовий чемпіон Франції. Володар Кубка Франції.

## Ігрова кар'єра
У дорослому футболі дебютував 1953 року виступами за команду «Бордо», в якій провів один сезон, взявши участь у 5 матчах чемпіонату.
Своєю грою за цю команду привернув увагу представників тренерського штабу клубу «Реймс», до складу якого приєднався 1955 року. У складі одного з лідерів тогочасного французького клубного футболу відіграв шість сезонів як дублер основного голкіпера Домініка Колонни.
1961 року перейшов до клубу «Лілль», за який відіграв 2 сезони. Завершив професійну кар'єру футболіста виступами за команду «Лілль» у 1963 році.
Помер 21 липня 1993 року на 61-му році життя у місті Реймс.

## Досягнення
- Чемпіон Франції:

«Реймс»: 1957–58, 1959–60
- Володар Кубка Франції:

«Реймс»: 1957–58